# Western Soccer Alliance
La Western Soccer Alliance (WSA) fou una competició futbolística professional disputada per clubs dels Estats Units i el Canadà que estigué activa entre 1985 i 1989.
Hi participaren clubs de la Costa Oest dels Estats Units i el Canadà. Es fundà el 1985 com a Western Alliance Challenge Series després de la desaparició de la North American Soccer League i la United Soccer League. El 1986 esdevingué Western Soccer Alliance i el 1989 es convertí en Western Soccer League (WSL) abans de fusionar-se amb l'American Soccer League per formar l'American Professional Soccer League el 1990.

## Historial
Fonts:
| Temporada | Campió                   | Segon                        | Màxim golejador |
| --------- | ------------------------ | ---------------------------- | --------------- |
| 1985      | San Jose Earthquakes (1) | Victoria Riptides            |                 |
| 1986      | Hollywood Kickers (1)    | F.C. Portland                | Brent Goulet    |
| 1987      | San Diego Nomads (1)     | F.C. Seattle                 | Joe Mihaljevic  |
| 1988      | F.C. Seattle Storm (1)   | San Diego Nomads             | Scott Benedetti |
| 1989      | San Diego Nomads (2)     | San Francisco Bay Blackhawks | Steve Corpening |

El 1989 els campions de l'ASL i la WSA disputaren una final nacional (National Pro Soccer Championship):
| 1989 ASL/WSL Championship | 1989 ASL/WSL Championship    | 1989 ASL/WSL Championship | 1989 ASL/WSL Championship | 1989 ASL/WSL Championship | 1989 ASL/WSL Championship | 1989 ASL/WSL Championship |
| Any                       | Campió                       | Segon                     | Marcador                  | Estadi                    | Ciutat                    | Espectadors               |
| ------------------------- | ---------------------------- | ------------------------- | ------------------------- | ------------------------- | ------------------------- | ------------------------- |
| 1989                      | Fort Lauderdale Strikers (1) | San Diego Nomads          | 3-1                       | Spartan Stadium           | San Jose, Califòrnia      | 8.632                     |

## Equips participants
- Arizona Condors (1989)
- California Kickers (1987-89); Hollywood Kickers (1986)
- Edmonton Brickmen (1986)
- Los Angeles Heat (1986-89)
- F.C. Portland (1985-88); Portland Timbers (1989)
- New Mexico Chiles  (1990)
- Real Santa Barbara (1989-1990)
- Sacramento Senators (1989)
- San Diego Nomads (1986-89)
- San Francisco Bay Blackhawks (1989)
- San Jose Earthquakes (1985-88)
- F.C. Seattle (1985-87); Seattle Storm (1988-89)
- Victoria Riptides (1985)

## MVP
- 1986 Paul Caligiuri, San Diego Nomads
- 1987 Brent Goulet, F.C. Portland
- 1988 Marcelo Balboa, San Diego Nomads
- 1989 Kasey Keller, Portland Timbers